# Dídimo (prefeitiano)
Dídimo (em latim: Didymus; em grego: Διδύμος; romaniz.: Didymos) foi um oficial romano do século IV, ativo durante o reinado do imperador Constantino, o Grande (r. 306–337). Aparece nas fontes c. 335, quando foi responsável pelos reparos efetuados nas pedreiras do Monte de Pórfiro (Mons Porphyriti), no Egito, onde estavam sendo lavrados os pilares da nova igreja de Jerusalém, o Santo Sepulcro. Provavelmente era subordinado do prefeito pretoriano do Oriente em vez de ser do prefeito do Egito, o que significa que era prefeitiano.